# 都築真紀
都築 真紀（つづき まさき/つづき まき、男性、2月16日 - ）は、日本のシナリオライター、漫画原作者、イラストレーター、作詞家。
青森県出身。ivoryを経て、Seven Arcs所属。
漫画家や同人作家として活動し、同人サークルPINK VISIONを主催していた時期もある（現在は活動休止）。

## 人物
かつては成人向け漫画やアダルトゲームの企画・脚本・キャラクターデザイン・ディレクションを主に行い、またゲーム内の歌の作詞も手がけていたが、『魔法少女リリカルなのは』シリーズ以降はアニメの原作・脚本活動に活動の重心を置いている。
少年漫画の作品もあったが、『とらいあんぐるハート』シリーズのヒットによってアダルトゲームの制作が忙しくなった頃に商業漫画家を引退。『リリカルなのは』シリーズ開始後は同人活動やアダルトゲーム製作の活動を縮小して行き、その後所属をSeven Arcsに移してから現在まではアニメとその周辺展開（漫画原作・小説等を含む）に集中している。
何れの媒体においても「キャラクター・ストーリー制作者」としての側面や性質が最も色濃く、キャラクター描写を主軸に置いた物語展開を得意としている。
真紀の読み方は、本来は「まさき」が正しかったが、「まさき」または「まき」のどちらでも構わないと答えている。一般的には「まさき」と呼ばれることの方が多い。
好きな野菜はネギ。
作品履歴に「ドラマCD」に分類されるものが非常に多く、『とらいあんぐるハート』・『リリカルなのは』の両シリーズおよびSeven Arcs制作作品『セキレイ』で展開している「サウンドステージ」シリーズでは毎回一時間近いドラマの脚本を書き下ろしている他、同人作家時代にも個人でドラマCDを制作・販売していた。これについて『ニュータイプ』の連載コラムにおいて、「音だけのドラマを作ったり聴いたりするのが好き」「受け手が心の中で完成させることができる独特の魅力がある媒体」という内容の発言をしている。

## 作風
ゲームでは現実世界を舞台に主人公を中心とした複数の女性キャラクターが登場するラブストーリー、アニメや漫画では異世界・SF・超常要素を含んだシリアスなストーリーが多い。
可愛らしい外見を持つ女性キャラクターを主軸においた作品がほとんどだが、リリカルなのはシリーズの高町なのはを筆頭に「優しく一途な女の子」を主人公またはヒロインとして置くことが多い。
自身はクリエーターである前にディレクターという意識を持っており、納期や予算といった「現実」の枠内で何が出来るのか、何をしたら一番いい結果を出せるのか、皆に喜んで貰えるのかというのを前提にした制作姿勢を取っている。自分の直接的な好みは作品に持ち込まない様にしており、評価を受けているものは参考にしたり積極的に取り入れたりしているが、自分の好みとはあまり関係が無いという。作品の意図やキャラクター表現が最適化されることを重視している。
関わったほぼ全ての作品で脚本を一人で執筆している。これについては『アニカン』Vol.40においてキャラクターや設定、物語の把握違いや軸のブレが生じることがない様にする為と答えている。
同時に自身の手がける作品の周辺展開（コミック展開・小説・CDなど）においても、一部の特殊な例を除いて自身が脚本・ネームを書き起こすなど徹底した展開を行っている。
作中に登場する世界や物品・現象などの設定は細やかに行うが、個々の設定については必要なものを随時入れ込むタイプであると自ら語っている。公式サイトでもWeb拍手の質問に対してその場で考えた設定を返答したこともある。実際、DVDブックレットなどに記載される作中の設定集などには非常に細やかな設定が書き込まれているが、「作品製作の為に用意する緻密な設定」というよりはキャラクターや技術などに関する「説明の為の説明・解説」に分類されるものが多い。
「恋愛のいざこざ劇」を作品に取り入れる事は殆ど無く、手がけた作品での恋愛描写は陰鬱な要素の少なくストレートで心温まる内容のものが多いが、「人の死」や「後悔・憎しみ」「運命的な悲劇」といった展開についてはかなり残酷な描写も積極的に行う。
前述の様に作品を全て一人で管理しているがその維持にこだわっている訳では無く、シリーズ化作品であっても続編制作時にはカラーを大きく変えることが多い。当人も『CONTINUE』Vol.33でのインタビューにおいて、評価を受けた部分や作品の本質以外は一作毎に意図的に変えている事を示唆している。
キャラクターがシリーズ間を跨ぐ場合、キャラクターの外見や役割（場合によっては性格も）が大きく変化していたり、前作主要キャラがメインメンバーから外れてサブキャラに回ることが良くある。また設定についても前作の設定に新しい詳細を付け加えることにより、解釈が変化したり実質的に別物の設定と化すようなこともしばしば生じており、何作品か離れると最初期作と最新作との間で設定が齟齬を起こすこともある。この様な変遷は漫画誌の長期連載作品と類似の傾向と言える。
シリーズを続けるに当たって「新規キャラクターが多数追加される」「世界観は継承するが、作風や方向性が大きく変わる」「同じ主人公が継投する場合、その主人公の出番や見せ場がだんだん減っていく」という変わった傾向があるが、手がけたシリーズは何れも「続編になるほど人気・知名度が大きく高まっていく」という特徴を持つ。

## 経歴
1980年代前半、小学校高学年の頃は演劇クラブに所属していて劇の脚本を書き始めた。中学時代も演劇部に所属し創作劇の脚本を書いていた。女性ばかりだった演劇部の先輩達から『宇宙皇子』・『キャプテン翼』・『聖闘士星矢』といった作品やそれらのパロディ系BL作品の存在を知り、そのジャンルの奥深さやラブストーリーとしての純粋さにのめり込んだという。1980年代後半、高校時代は特に部活には所属せず色々なアルバイトをしていて、一番長く続いた埼玉県の某所のラーメン屋でのアルバイトでは新メニューの提案や売上げ金の管理をしていたという。
漫画を始めた理由として、「コミックマーケットの様なイベントでは小説などの文章媒体だけではあまり多くの人に見て貰えず、同じ内容なら漫画の方が多くの人に見て貰える」といった事を理由として上げている。
作画担当の相方とストーリー担当の都築というサークルで同人イベントに参加することになり、本を読んだ編集者に誘われて雑誌デビューすることになったが、作画担当の相方が諸事情で急に辞めた為、都築が作画も担当することになったという。なお、現在は「時代のレベルについていけなくなった」という理由で絵描きを廃業している。
ゲーム業界に身を置くことになった理由は、都築の漫画を見たアイボリーの社長に原画家として誘われたのがきっかけ。見せて貰った企画書について色々と相談に乗ったり進言をしたりしている内に「全部やってみないか」と言われ、原画だけでなくディレクションや脚本、背景のサンプル写真の撮影まで都築がやることになったという。

## 逸話
かつて『月刊少年エース』で読み切り掲載2度の後に連載が決まったが、その連載は発表後に掲載延期、連載開始後も掲載が安定しないまま数話で打ち切り発表、最終話も掲載されなかったというエピソードが存在する。この件について本人が語る事はほとんどない為、詳細は不明。なお現在は角川書店系列雑誌でも漫画原作者として連載を持っており、こちらは安定して連載が続いている。
高橋美佳子がパーソナリティを務めたリリカルなのはの情報番組「Radioアニメロミックス ラジオStrikerS」においては、全26回のうちほぼ毎回スタジオに足を運んでおり、コーナーであるクイズや早口言葉などの課題を都築が製作していたり、収録中にブース内にカンペを出したり、リスナーやパーソナリティ・ゲスト達にいじられたりと、スタッフの一人として活動していた。
都築の誕生日に近い収録日の際、スタッフがサプライズでケーキを用意していたもののその回がほぼ唯一、都築が仕事の都合で来る事が出来なかった回であったというエピソードもある。

## 交流関係
- 金子彰史 - 『ワイルドアームズシリーズ』トータルゲームデザイナー[20]。共通の知人を介して知り合い以降、都築がワイルドアームズのモバイルサイト用に描き下ろしイラストを提供したり、互いの作品に関連する書籍[21]にて対談をおこなっていたりする。金子は「リリカルなのはA's」のPSP版ゲームのプロデューサーを務めている。
- 武内崇 - 『TYPE-MOON』代表。それぞれメジャーになる以前からお互いの存在を認識しており、お互いの作品のファン同士ということで、互いの関連書籍への寄稿や雑誌対談、コラボレーション企画などが行われている。
- 田村ゆかり - 声優・歌手。リリカルなのはシリーズ・高町なのは役。田村のファンクラブ会報に都築がイラストコーナーの連載を持っている他、雑誌のインタビューなどで、都築は田村を指して「役者・歌手として尊敬している」といった内容の発言をたびたびしている。
- A-ko - 作詞家。都築作品のドラマCDなどでキャラクターソングの作詞を数多く担当。CDのライナーコメントで、都築と2人体制で分担・協力して作詞作業を行っていることを明かしている。都築作品以外でもPCゲームの主題歌・キャラクターソングの作詞で活動している。
- 緋賀ゆかり - 漫画家・イラストレーター。『魔法少女リリカルなのは』第4期シリーズ『魔法戦記リリカルなのはForce』の作画担当。都築が脚本、緋賀が作画という体制で連載。都築は緋賀のコミックス類をすべて所有しており、『Force』の企画やシナリオも緋賀の絵を生かすことを前提に作ったとの発言もある。『娘TYPEvol.1』『魔法戦記リリカルなのはForce1巻』内で対談を行っている。
- 高河ゆん - 漫画家・イラストレーター。都築自身は学生時代から高河作品のファンであり、高河自身もなのはシリーズを試聴・ファンとなっていた経緯から、ニュータイプ2010年12月号の誌上で対談が行われた。

この他、影響を受けた作家として巣田祐里子を挙げている。

## 作品

### ゲーム
- 再会～卒業旅行98（原画のみ）
- とらいあんぐるハートシリーズ（企画・原画・脚本）
- 桜待坂Stories vol.1（企画・原画・脚本）
- 桜待坂Stories vol.2 せんせいがおしえてあげる（企画・サブ原画・一部シナリオ）
- わんことくらそう（企画・脚本）
- 魔法少女リリカルなのはA's PORTABLE -THE BATTLE OF ACES-（脚本）
- インフィニティソウルズ（シリーズ構成・メインシナリオ[22]）

　他
　

### 漫画
- 拝み屋稼業（角川書店『月刊少年エース』2000年2月号掲載、383 - 414頁）
- お姉ちゃんは魔女（角川書店『月刊少年エース』2000年5月号掲載、305 - 336頁、巻中カラー）
- G 〜Destine For Fire〜（角川書店『月刊少年エース』掲載）
- 魔法戦記リリカルなのはForce （角川書店『娘TYPE』原作・脚本 長期休載中[23]）
- 魔法少女リリカルなのはViVid （角川書店『コンプエース』原作・脚本 完結）
- 他、読み切り・短期連載作品多数。

### アニメ
- とらいあんぐるハートOVA 〜Sweet Songs Forever〜（原作・脚本）
- 魔法少女リリカルなのはシリーズ（原作・脚本[24]）
- DOG DAYS及びDOG DAYS'（原作・脚本）
- Extreme Hearts（原作・脚本）

### 小説
- 魔法少女リリカルなのは（第一期ノベライズ　メガミ文庫）
- DOGDAYS（角川書店『NEWTYPE』にて掲載）

### その他
- 「ギュッと!」のマスコットキャラクター、キュットとトラまるのデザイン[25][26]
- コミックマーケット71の企業ブースパンフレット表紙担当
- 田村ゆかりオフィシャルファンクラブ「Mellow Pretty」会報「これは素敵な1枚の絵なの」イラスト担当
- 『セキレイ』サウンドステージ 01 - 02の脚本